# Divinités grecques primordiales
 (septembre 2024).
Si vous disposez d'ouvrages ou d'articles de référence ou si vous connaissez des sites web de qualité traitant du thème abordé ici, merci de compléter l'article en donnant les références utiles à sa vérifiabilité et en les liant à la section « Notes et références ».

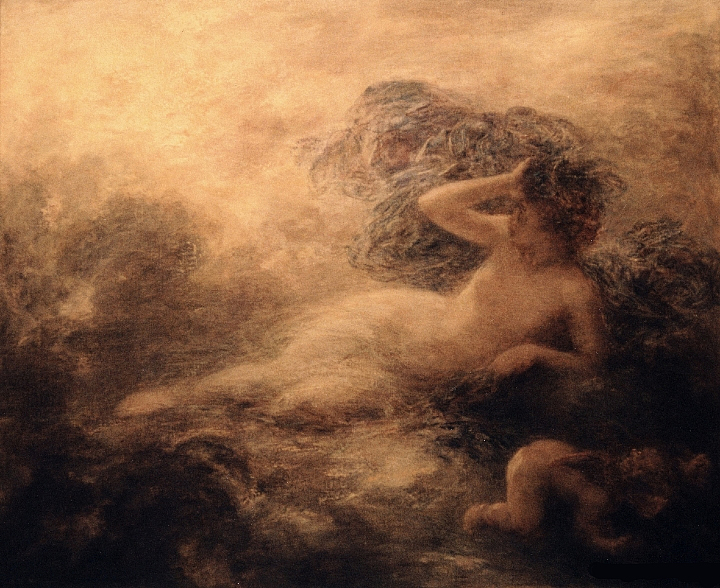
Nyx, par Henri Fantin-Latour (1897).

Les Grecs anciens disposaient de plusieurs théogonies différentes, et même si celles-ci présentaient certains caractères communs, il est difficile d'arrêter une liste figée de divinités primordiales pour la mythologie grecque, cette liste — et le rôle des divinités concernées — variant d'une source à l'autre.

## Généalogie

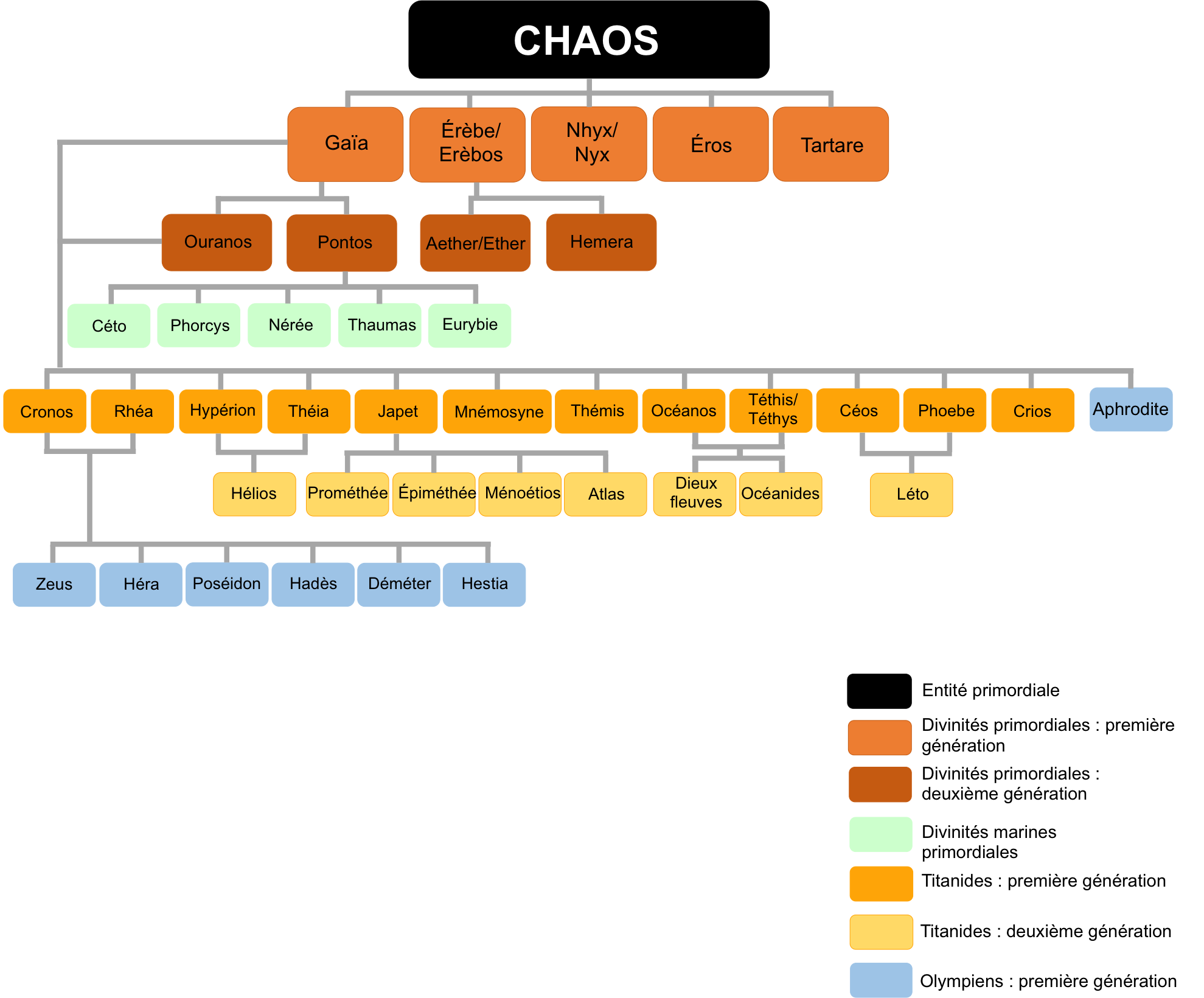
Généalogie des divinités grecques primordiales

### Divinités primordiales: première génération
- Chaos serait l'entité primordiale génératrice de toutes les déités grecques. Il engendra d'abord Gaïa (la Terre) et Éros (l'Amour), puis dans un second temps Nyx (la Nuit), et Tartare (une partie des Enfers) puis Érèbe (les Ténèbres souterraines). Gaïa engendra à son tour Ouranos (le Ciel) et Pontos (le Flot), tandis que Éros mit au monde Éther (l'Air) et Héméra (la Lumière du Jour). Selon certains auteurs, Éros engendra ces deux divinités à l'aide de Nyx. Ces dix divinités constitueraient les toutes premières formes de vie sur terre, et seraient à l'origine du monde.
- Gaïa engendra ensuite les Titans avec son fils Ouranos, dont le nombre varie selon les auteurs. Douze Titans semblent toutefois avoir marqué la mythologie grecque : Cronos, Rhéa, Hypérion, Théia, Japet, Mnémosyne, Thémis, Océan, Téthys, Céos, Phébé et Crios. Pontos, quant à lui, engendra les cinq premières divinités marines : Céto, Phorcys, Thaumas, Nérée et Eurybie. Ces divinités marines, ainsi que les Titans, constituent la première génération de Titans.
- Hypérion et Théia engendrèrent à leur tour Hélios (le Soleil), Séléné (la Lune) et Éos (l'Aurore). Japet engendra Prométhée, Épiméthée, Ménétios et Atlas. Océan et Téthys mirent au monde les Océanides et les dieux fleuves (chacun au nombre de trois mille, soit six mille en tout). Enfin, Céos et Phébé engendrèrent Léto, ainsi qu'Astéria selon certains auteurs. Ces nouveaux Titans correspondent à la seconde génération de Titans.
- Cronos et Rhéa engendrèrent ensemble les six premiers dieux Olympiens : Zeus, Héra, Poséidon, Hadès, Hestia et Déméter.
- La déesse Aphrodite est elle issue de l'émasculation d'Ouranos par Cronos. Les restes du Titan divin furent jetés sur les flots par Cronos, et de cet organe naquit Aphrodite.

### Divinités primordiales: deuxième génération
Gaïa mit au monde Ouranos et Pontos. Elle engendra par la suite la première génération de Titans avec son propre fils, Ouranos. Érèbe, selon certains auteurs, aurait engendré Éther et Héméra avec sa sœur Nyx.

### Titanides: première génération
- Cronos émascula son père Ouranos sur conseil de sa mère Gaïa, afin de prendre le pouvoir et de libérer ses frères et sœurs Titans qu'Ouranos retenait prisonniers dans le Tartare. Après avoir pris place sur le trône, il épousa sa sœur Rhéa avec laquelle il engendra les six premiers Olympiens. Il dévora ses cinq premiers enfants, de peur que ceux-ci le détrônent. Rhéa décida alors de préserver son dernier enfant, Zeus, et donnera à Cronos une pierre emmaillotée. Celui-ci ne vit pas la différence et engloutit la pierre. Zeus fut emporté en Crète, où il fut élevé par les nymphes du mont Ida, nourri par le lait de la chèvre Amalthée. Il revint à l'âge adulte, et entreprit la Titanomachie, ainsi que la Gigantomachie.
- Hypérion s'unit à sa sœur Théia pour mettre au monde Séléné, Hélios et Éos, qui eut une descendance nombreuse, qui comprend la déesse Hécate.
- Concernant le Titan Japet, les auteurs grecs sont assez divergents concernant sa ou ses compagnes.
- Océan engendra avec sa sœur Téthys les dieux fleuves et les Océanides.
- Céos et sa sœur Phébé engendrèrent Léto et Astéria.

### Titanides: deuxième génération
- Prométhée et son frère Épiméthée sont recensés comme les créateurs de l'espèce humaine, avec notamment le mythe du vol du feu par Prométhée. Épiméthée épousera Pandore, qui lui sera offerte par Zeus.
- Le Titan Atlas engendrera les Pléiades, les Hespérides, les Hyades et la nymphe Calypso, que l'on retrouve dans l’Odyssée d'Homère.
- Léto, fille de Céos et Phébé, s'unira à Zeus pour mettre au monde les jumeaux divins Apollon et Artémis.

### Olympiens: première génération
- Zeus, dernier fils du Titan Cronos et de la Titanide Rhéa, aura pour compagnes successives Métis, Léto, ses sœurs Héra et Déméter, ainsi qu'une multitude de mortelles, qui donneront naissance à de nombreux demi-dieux, comme Héraclès (issu de l'union de Zeus et d'Alcmène) ou Persée (issu de l'union de Danaé et de Zeus).
- Poséidon le frère de Zeus, est le dieu et maître des océans.
- Héra et Déméter, sœurs puis compagnes de Zeus, sont respectivement les déesses du mariage et de la fécondité, et de l’agriculture et de la moisson.
- Hestia quant à elle est la divinité du foyer et du feu sacré.
- Aphrodite étant issue indirectement d'Ouranos, est de ce fait la plus ancienne déesse olympienne.
- Cette première génération des Olympiens donnera rapidement naissance à une deuxième génération de dieux et déesses importants, comme Athéna, déesse de la justice et de la sagesse, Arès, dieu de la guerre, Artémis, déesse de la chasse et de la lune et son frère jumeau  Apollon, dieu de la musique, Héphaïstos, dieu de la forge et du feu, Hermès, dieu messager n’appartenant à aucune catégorie de dieux précise, ainsi que d'autres dieux et déesses mineurs.

### Divinités chthoniennes
Ce sont, en opposition aux divinités Olympiennes rattachées au ciel, des divinités souterraines associées aux Enfers.
- Hadès est le roi des Enfers (composés des Champs Élysées, du pré de l’Asphodèle, des Champs du châtiment et du Tartare).
- Perséphone, déesse du printemps, règne sur les Enfers aux côtés de son époux Hadès 4 mois par an, passant les 8 autres avec sa mère Déméter sur Terre ou sur l’Olympe.
- Hécate est une des déesses de la Lune (avec Artémis et Séléné).
- Nyx, divinité primordiale de la nuit, réside aux Enfers ainsi que ses fils, les jumeaux Hypnos, dieu du sommeil, et Thanatos, dieu de la mort. Hypnos donnera naissance à Morphée, dieu des rêves.
- Les Érinyes sont des déesses infernales persécutrices.

## Autres sources mythologiques

### Hésiode
La plus célèbre à cet égard est sans conteste la Théogonie d'Hésiode, à telle enseigne qu'on confond souvent le panthéon primordial grec avec celui donné par l'ouvrage. Les divinités premières qu'il cite sont : Chaos (Béance, Faille), suivi par Gaïa (la Terre), Tartare (les entrailles de la Terre), Éros (le Désir), Nyx (la Nuit) et Érèbe (les Ténèbres), puis par Ouranos (le Ciel et la Vie), Éther (le Ciel supérieur) et Héméra (le Jour).

### Homère
Plus méconnue, la théogonie homérique semble considérer Océan et Téthys comme les parents de tous les autres dieux, ce qui rattache leur naissance à la mer.

### Alcman
Chez Alcman, Thétis (la nymphe marine) est la première déesse qui « ordonne toutes choses », suivie par Poros (le chemin qui s'ouvre), Tecmor (la borne), et Scatos (l'obscurité du chemin).

### Épiménide
Épiménide fait d'Ær (l'Air) et de Nyx (la nuit) les deux êtres primordiaux, qui s'unissent pour enfanter Tartare. Deux Titans naîtront ensuite, qui engendreront un œuf d'où sortira un ordre nouveau.

### Traditions orphiques
La poésie orphique fait généralement de Nyx le principe premier. Chez Aristophane (dans Les Oiseaux), elle apparaît avec Chaos, Érèbe et Tartare, puis engendre Éros/Phanès en pondant un œuf, qui engendre à son tour les autres dieux.

## Sources philosophiques
Nombreux étaient les philosophes et écoles philosophiques grecques qui proposaient leurs propres versions :
- Phérécyde de Syros distinguait trois essences primordiales existant de toute éternité[réf. nécessaire] : Chronos (le Temps), Zeus et Chthonie (la Terre)[Qui ?].
- Chez Empédocle, Aphrodite et Arès (l'amour et la lutte) étaient les principes contradictoires à l'origine de la séparation de l'univers en quatre éléments.